# Bambu-áspero
O bambu-áspero (Bambusa aspera) é uma planta da família das gramíneas, nativa das ilhas Molucas.
A autoridade científica da espécie é Schult. & Schult. f., tendo sido descrita em Systema Vegetabilium 7(2): 1352–1353. 1830.
O The Plant List indica esta espécie como sinónima de Dendrocalamus asper (Schult.) Backer.